# Nazmi Nasaruddin
Muhammad Nazmi Bin Nasaruddin (* 26. Februar 1990 in Penang) ist ein malaysischer Fußballschiedsrichter. Seit 2016 steht er auf der FIFA-Schiedsrichterliste.

## Karriere

### Vereinsmannschaften
Seit mindestens 2016 leitet er Spiele in der ersten Liga seines Landes, der Malaysia Super League. Auf internationale Ebene kam er ab Februar 2017 erstmals im AFC Cup als Hauptschiedsrichter zum Einsatz. Ab Februar 2020 folgten dann auch Spiele im Wettbewerb der AFC Champions League. Im Jahr 2022 leitete er dann erst den Piala Sumbangsih im Februar sowie später im September noch das Finalspiel des diesjährigen Malaysia FA Cup. Auch beim FA Cup Finale 2023, übernahm er die Leitung.
Nebst dem machte er im Sommer 2023 noch zwei Gastspiele in der vietnamesischen V.League 1.

### Nationalmannschaften
Nach seiner Aufnahme auf die FIFA-Liste leitete er bereits im November 2016 seine ersten Spiele beim AFC Solidarity Cup 2016. Nach weiteren Freundschafts- und Qualifikationsspielen unter seiner Leitung, gehörte er auch zu den nominierten Schiedsrichtern für die U-16-Asienmeisterschaft 2018. Im selben Jahr leitete er dann auch noch eine Partie in der Gruppenphase der Südostasienmeisterschaft 2018.
Nächste Einsätze folgten dann noch Ende 2021 jeweils einmal bei der Südostasienmeisterschaft 2021 sowie im Juli 2022 einer bei der Ostasienmeisterschaft 2022. Auch für die Südostasienspiele 2023 und später auch die Asienspiele 2023 wurde er nominiert und kam hier zu ein paar Einsätzen. Bei der U-20-Asienmeisterschaft 2023 leitete er zudem dann auch noch das Finale.
Für die Asienmeisterschaft 2024, wurde er zudem auch nominiert und führt hier ein Team bestehend aus Mohd Arif Shamil Abd Rasid und Mohamad Zairul Khalil Tan an.